# 娜娜 (獅子王)
娜娜（英語：Nala）是华特迪士尼公司《獅子王》系列動畫中的虛構角色。角色首次出現於第32部華特迪士尼動畫工作室動畫長片《獅子王》（1994年），其後又以配角出現於續集《狮子王2：辛巴的荣耀》（1998年）和《狮子王3：Hakuna Matata》（2004年）。在首部電影中，成年娜娜由美國演員Moira Kelly配音，幼獅娜娜則由Niketa Calame配音；歌手Laura Williams和Sally Dworsky則分別為幼獅娜娜和成年娜娜配歌唱聲音。編劇家Linda Woolverton將娜娜視為進步的象徵，促進了社會大眾對電影當中年輕女孩角色的討論。